# 24 (Fernsehsender)
24 ist ein türkischer privater Nachrichtensender. Der Sendebeginn war am 24. Januar 2007. Der Fernsehsender ist Nachfolger der ehemaligen Nachrichtensender Max Haber und Star Haber 24. Er wird auch 24 Haber genannt.